# Big John Bates

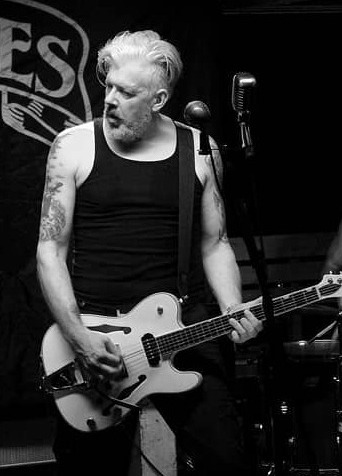
Big John Bates

Big John Bates is een rockband uit Vancouver, Canada, met als centrale figuur John Bates. De groep wordt regelmatig vergezeld door de burleskegroep The Voodoo Dollz. De stijl van de groep houdt zich in het midden van rockabilly, psychobilly, blues, punk en country, ook wel aangeduid met voodoo punkabilly. Big John Bates heeft sinds de oprichting vier albums en een live-DVD uitgebracht.
Big John Bates wordt regelmatig vergeleken met artiesten als Tom Waits en The Cramps.

## Discografie
- Bangtown (2009)
- Live at the Voodoo Ball (2007, live-dvd)
- Take Your Medicine (2006)
- Mystiki (2003)
- Flamethrower (2001)